# Montessori Vaklyceum
Het Montessori Vaklyceum is een Nederlandse openbare Montessori school voor voortgezet onderwijs in de stad Groningen. Het Montessori Vaklyceum biedt onderwijs op de niveaus vmbo-bb, vmbo-kb, vmbo-tl en vmbo-tl/havo. De school is onderdeel van het Zernike College.
In 2015 werd besloten het Zernike College in drie scholen te verdelen, omdat de school te groot was geworden. Het Montessori Vaklyceum is in 2016 ontstaan uit de vmbo afdelingen van het Zernike College.

## Gebouwen
De school heeft drie gebouwen in Groningen, aan de Vondellaan, de Van Iddekingeweg en de Semmelweisstraat. Het eerste deel van het gebouw aan de Vondellaan is in 1968 in gebruik genomen door de "Groningse ULO school voor meisjes". Later zijn er meerdere uitbreidingen toegevoegd. Het oorspronkelijke gebouw is ontworpen door de architect J. Vegter.
Het gebouw aan de Van Iddekingeweg komt uit de jaren 1990. Het gebouw is ontworpen door architectenbureau Van der Linden & Partners en werd in 1994 als schoolgebouw in gebruik genomen door het Middelbaar Toeristisch en Recreatief Onderwijs van de School voor Commercieel Onderwijs.

## Onderwijs
De school geeft les volgens het Montessorionderwijs. Op de school kunnen leerlingen vmbo-bb, kb en tl volgen. Ook heeft de school een tl/havo brugklas. Het Montessori Vaklyceum is anno 2022 de enige Montessorischool voor vmbo in Noord-Nederland. Elk jaar organiseert de school in samenwerking met het Montessori Lyceum Groningen voor de onderbouw een Cultuurmarathon, een vierdaagse cultuur- en sportmanifestatie.